# Franck Bonnamour
Franck Bonnamour (Lannion, 20 giugno 1995) è un ciclista su strada francese; professionista dal 2016, ha vinto il premio della Combattività al Tour de France 2021.

## Carriera
Il 26 marzo 2024 è stato licenziato dalla Decathlon AG2R La Mondiale Team, dopo essere già stato sospeso dall'UCI nel precedente mese di febbraio, per anomalie nel passaporto biologico.

## Palmarès

### Strada
- 2012 (Juniores)

1ª tappa Liège-La Gleize (Aubel > Aubel)
- 2013 (Juniores)

Campionati europei, Prova in linea Junior
- 2022 (B&B Hotels-KTM, una vittoria)

La Poly Normande

#### Altri successi
- 2012 (Juniores)

Classifica giovani Liège-La Gleize
- 2017 (Fortuneo-Oscaro)

Classifica scalatori Tour du Haut-Var
- 2021 (B&B Hotels)

Premio della Combattività Tour de France

## Piazzamenti

### Grandi Giri
- Tour de France

2021: 22º
2022: 65º

### Classiche monumento
- Parigi-Roubaix

2016: ritirato
2017: 86º
2019: 87º
- Liegi-Bastogne-Liegi

2020: 85º
- Giro di Lombardia

2018: 95º

### Competizioni mondiali
- Campionati del mondo

Toscana 2013 - In linea Junior: 20º
Richmond 2015 - In linea Under-23: 114º
Bergen 2017 - In linea Under-23: 70º

### Competizioni continentali
- Campionati europei

Olomouc 2013 - Cronometro Junior: 25º
Olomouc 2013 - In linea Junior: vincitore
Tartu 2015 - Cronometro Under-23: 41º
Tartu 2015 - In linea Under-23: 67º
Trento 2021 - In linea Elite: ritirato